# مطرقة الدم
ظاهرة مطرقة الدم (بالإنجليزية: Blood hammer)‏ هي زيادةٌ مفاجئةٌ في ضغط الدم في المجرى الدموي (خاصةً في الشرايين أو الشُرينات) عندما يُغلق مجرى الدم فجأةً بسبب انسدادٍ وعائي. قُدم مصطلح «مطرقة الدم» في ديناميكا الدم الدماغية عبر القياس على التعبير الهيدروليكي «مطرقة الماء» المُستخدم في فسيولوجيا الأوعية الدموية للتعريف عن مجموعةٍ متنوعة من نبضات الشرايين، فيما يعرف باسم «نبض مطرقة الماء». الفهم الكامل للعلاقة بين المتغيرات الميكانيكية في انسداد الأوعية الدموية قضيةٌ مهمة، حيث قد تلعبُ دورًا هامًا في تشخيص وفهم وعلاج أمراض الأوعية في المستقبل.